# Championnats d'Amérique du Sud d'athlétisme 1958
Navigation
Santiago du Chili 1956 Lima 1961
Les 20e Championnats d'Amérique du Sud d'athlétisme ont eu lieu en 1958 à Montevideo, en Uruguay.

## Résultats

### Hommes
| Épreuve | Or                              | Or               | Argent                      | Argent        | Bronze | Bronze        |
| --- | ------------------------------- | ---------------- | --------------------------- | ------------- | --- | ------------- |
| 100 m | José Telles da Conceição Brésil | 10 s 5 =CR       | Luis Vienna Argentine       | 10 s 6        | João Pires Sobrinho Brésil                                                                                         | 10 s 8        |
| 200 m | José Telles da Conceição Brésil | 21 s 6           | Jorge de Barros Brésil      | 22 s 3        | Guillermo Sebastiani Pérou                                                                                         | 22 s 4        |
| 400 m | Argemiro Roque Brésil           | 48 s 6           | Ulisses dos Santos Brésil   | 49 s 1        | Geraldo Costa Brésil                                                                                               | 49 s 5        |
| 800 m | Ramón Sandoval Chili            | 1 min 49 s 6     | Eduardo Balducci Argentine  | 1 min 51 s 3  | Argemiro Roque Brésil                                                                                              | 1 min 52 s 6  |
| 1 500 m | Ramón Sandoval Chili            | 3 min 47 s 5 CR  | Gilberto Miori Argentine    | 3 min 51 s 3  | Eduardo Balducci Argentine                                                                                         | 3 min 51 s 3  |
| 5 000 m | Osvaldo Suárez Argentine        | 14 min 26 s 1 CR | Walter Lemos Argentine      | 14 min 40 s 6 | Luis Sandoval Argentine                                                                                            | 14 min 49 s 2 |
| 10 000 m | Osvaldo Suárez Argentine        | 30 min 37 s 2    | Walter Lemos Argentine      | 30 min 37 s 4 | Armando Pino Argentine                                                                                             | 31 min 23 s 0 |
| Semi-marathon | Osvaldo Suárez Argentine        | 1 h 12 min 38    | Armando Pino Argentine      | 1 h 13 min 29 | Juan Silva Chili                                                                                                   | 1 h 13 min 45 |
| 3000 m steeple | Sebastião Mendes Brésil         | 9 min 20 s 0     | Santiago Novas Chili        | 9 min 20 s 4  | Alberto Ríos Argentine                                                                                             | 9 min 29 s 8  |
| 110 m haies | Wilson Carneiro Brésil          | 14 s 9           | Francisco Bergonzoni Brésil | 15 s 1        | Ijoel da Silva Brésil                                                                                              | 15 s 1        |
| 400 m haies | Ulisses dos Santos Brésil       | 52 s 5           | Jaime Aparicio Colombie     | 52 s 6        | Erwino Stobaus Brésil                                                                                              | 54 s 2        |
| Saut en hauteur | José Telles da Conceição Brésil | 1,90 m           | Alfredo Lopes Brésil        | 1,90 m        | Oscar Bártoli Argentine Reinaldo de Oliveira Brésil Ernesto Lagos Chili Horacio Martínez Argentine Juan Ruiz Chili | 1,80 m        |
| Saut à la perche | José Infante Chili              | 4,00 m =CR       | Fausto de Souza Brésil      | 3,90 m        | Carlos Kreuz Argentine                                                                                             | 3,80 m        |
| Saut en longueur | Fermín Donazar Uruguay          | 7,24 m           | Ary de Sá Brésil            | 7,18 m        | Eduardo Krumm Chili                                                                                                | 7,11 m        |
| Triple saut | Adhemar da Silva Brésil         | 15,70 m          | Reinaldo de Oliveira Brésil | 14,78 m       | Itiro Nakaie Brésil                                                                                                | 14,60 m       |
| Lancer du poids | Enrique Helf Argentine          | 15,41 m CR       | Isolino Taborda Brésil      | 15,00 m       | Rubén Scaraffia Argentine                                                                                          | 14,67 m       |
| Lancer du disque | Hernán Haddad Chili             | 49,10 m CR       | Günther Kruse Argentine     | 47,43 m       | Pedro Ucke Argentine                                                                                               | 46,49 m       |
| Lancer du marteau | Alejandro Díaz Chili            | 54,45 m CR       | Walter Kupper Brésil        | 51,77 m       | Walter Rodrigues Brésil                                                                                            | 51,69 m       |
| Lancer du javelot | Ricardo Heber Argentine         | 65,78 m          | Walter de Almeida Brésil    | 65,14 m       | Janis Stendzenieks Chili                                                                                           | 60,14 m       |
| Décathlon | Leonardo Kittsteiner Chili      | 5 645 pts        | Yelton Bagnasco Uruguay     | 5 634 pts     | Mario Cachile Argentine                                                                                            | 5 547 pts     |
| 4 × 100 m | Brésil                          | 41 s 3           | Argentine                   | 41 s 8        | Chili | 42 s 2        |
| 4 × 400 m | Brésil                          | 3 min 16 s 3     | Pérou                       | 3 min 17 s 4  | Argentine | 3 min 18 s 5  |
| Records et Performances - AR : Record continental (area record) - CR : Record des championnats (championship record) - MR : Record du meeting (meet record) - NR : Record national (national record) - OR : Record olympique (olympic record) - PR : Record paralympique (paralympic record) - PB : Record personnel (personal best) - SB : Meilleure performance personnelle de la saison (season's best) - WL : Meilleure performance mondiale de l'année (world leader) - WJR : Record du monde junior (world junior record) - WR : Record du monde (world record) Circonstances et Conditions - DNF : N'a pas terminé (did not finish) - DNS : N'a pas pris le départ (did not start) - DQ : Disqualification (disqualification) - NM : Aucun essai valable enregistré (No Mark) - Q : Qualifié « directement » au prochain tour (ou à la prochaine compétition), lors d'une compétition majeure, grâce au classement ou à la réalisation des minima (automatic qualifier) - q : Qualifié au prochain tour (ou à la prochaine compétition), lors d'une compétition majeure, grâce au repêchage ou à la réalisation de l'une des meilleures performances parmi celles des « non qualifiés directement » (grâce au meilleur temps ou à la meilleure distance par exemple) (secondary qualifier) |                                 |                  |                             |               | |               |

### Femmes
| Épreuve | Or                       | Or         | Argent                    | Argent  | Bronze                     | Bronze  |
| --- | ------------------------ | ---------- | ------------------------- | ------- | -------------------------- | ------- |
| 100 m | Martha Huby Pérou        | 12 s 4     | Marlene Porto Brésil      | 12 s 5  | Nancy Correa Chili         | 12 s 5  |
| 200 m | Martha Huby Pérou        | 25 s 5 =CR | Erica da Silva Brésil     | 25 s 6  | Teresa Venegas Chili       | 25 s 8  |
| 80 m haies | Wanda dos Santos Brésil  | 11 s 5     | Maria José de Lima Brésil | 12 s 1  | Lucía Fantino Argentine    | 12 s 2  |
| Saut en hauteur | Renata Friedrichs Chili  | 1,55 m     | Deyse de Castro Brésil    | 1,50 m  | Cleide Eloy Brésil         | 1,50 m  |
| Saut en longueur | Iris dos Santos Brésil   | 5,54 m     | Wanda dos Santos Brésil   | 5,48 m  | Marta González Argentine   | 5,32 m  |
| Lancer du poids | Isabel Avellán Argentine | 12,69 m CR | Eliana Bahamondes Chili   | 12,16 m | Vera Trezoitko Brésil      | 12,06 m |
| Lancer du disque | Isabel Avellán Argentine | 44,57 m CR | Pradelia Delgado Chili    | 39,68 m | Ingeborg Mello Argentine   | 39,05 m |
| Lancer du javelot | Marlene Ahrens Chili     | 43,85 m    | Adriana Silva Chili       | 39,75 m | Magdalena García Argentine | 39,10 m |
| 4 × 100 m | Brésil                   | 48 s 7     | Chili                     | 50 s 2  | Argentine                  | 50 s 6  |
| Records et Performances - AR : Record continental (area record) - CR : Record des championnats (championship record) - MR : Record du meeting (meet record) - NR : Record national (national record) - OR : Record olympique (olympic record) - PR : Record paralympique (paralympic record) - PB : Record personnel (personal best) - SB : Meilleure performance personnelle de la saison (season's best) - WL : Meilleure performance mondiale de l'année (world leader) - WJR : Record du monde junior (world junior record) - WR : Record du monde (world record) Circonstances et Conditions - DNF : N'a pas terminé (did not finish) - DNS : N'a pas pris le départ (did not start) - DQ : Disqualification (disqualification) - NM : Aucun essai valable enregistré (No Mark) - Q : Qualifié « directement » au prochain tour (ou à la prochaine compétition), lors d'une compétition majeure, grâce au classement ou à la réalisation des minima (automatic qualifier) - q : Qualifié au prochain tour (ou à la prochaine compétition), lors d'une compétition majeure, grâce au repêchage ou à la réalisation de l'une des meilleures performances parmi celles des « non qualifiés directement » (grâce au meilleur temps ou à la meilleure distance par exemple) (secondary qualifier) |                          |            |                           |         |                            |         |

## Tableau des médailles
| Rang | Nation    | Or | Argent | Bronze | Total |
| ---- | --------- | -- | ------ | ------ | ----- |
| 1    | Brésil    | 13 | 15     | 10     | 38    |
| 2    | Chili     | 8  | 5      | 8      | 21    |
| 3    | Argentine | 7  | 8      | 16     | 31    |
| 4    | Pérou     | 2  | 1      | 1      | 4     |
| 5    | Uruguay   | 1  | 1      | 0      | 2     |
| 6    | Colombie  | 0  | 1      | 0      | 1     |